# Przydatki (Mirsk)
Przydatki – część miasta Mirsk, położona na północ od mirskiej starówki, wzdłuż ulicy Przedmieście.